# The Yardbirds

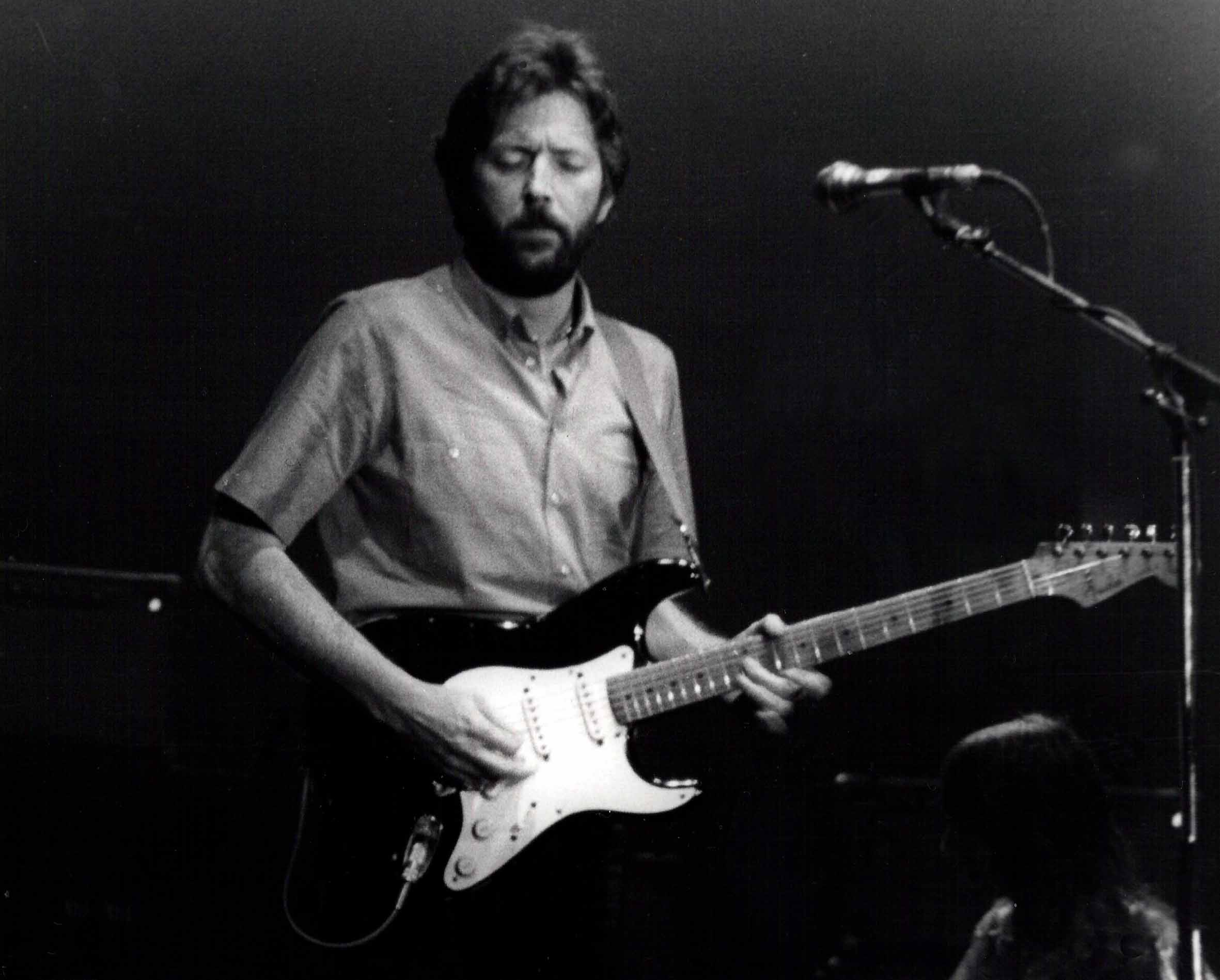
Eric Clapton

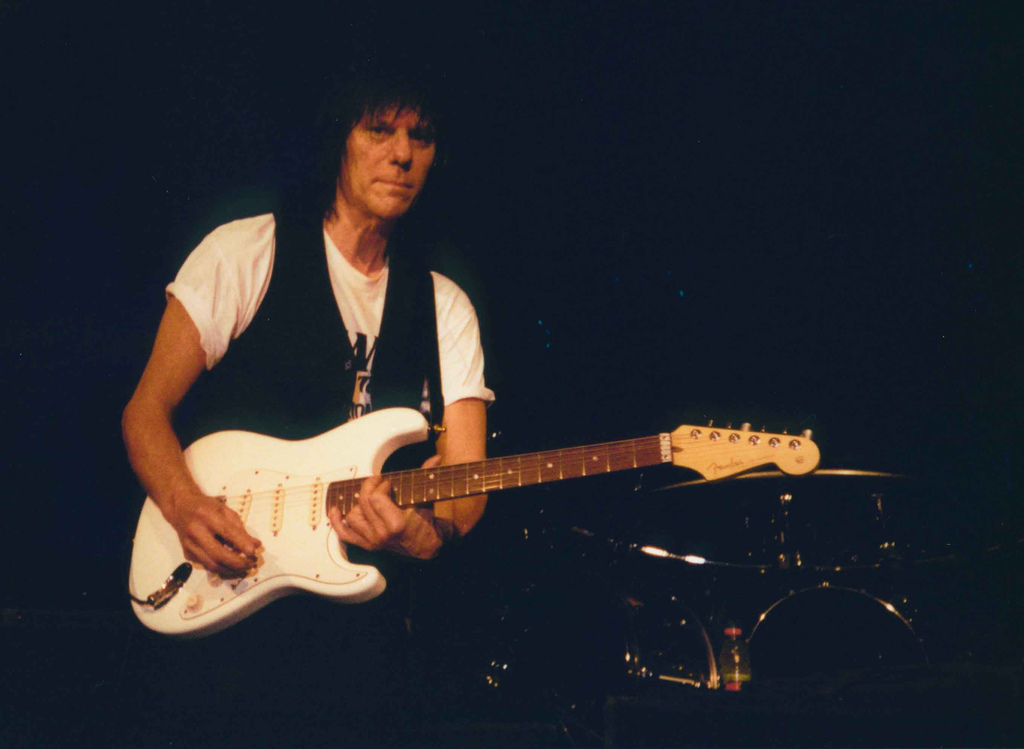
Jeff Beck

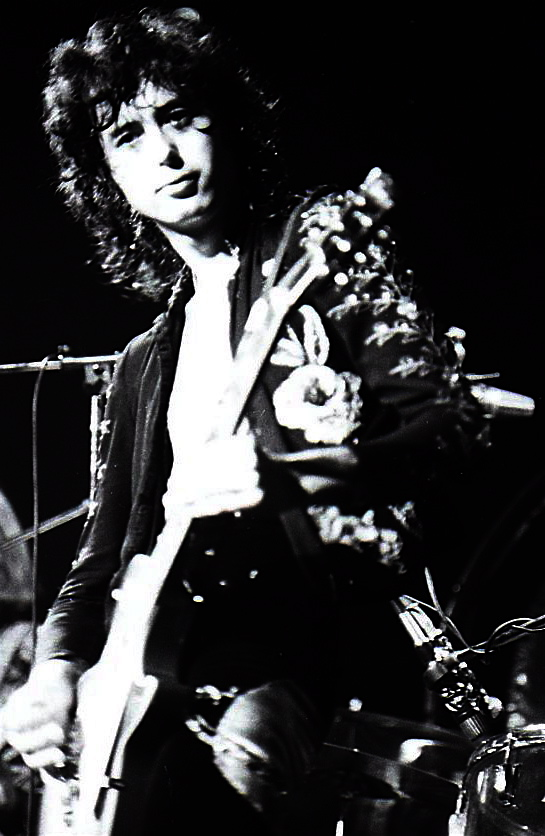
Jimmy Page

The Yardbirds är ett brittiskt psykedeliskt blues- och rockband bildat i London år 1962 under namnet "Metropolitan Blues Quartet", men bytte namn till The Yardbirds 1963. Gruppen är känd som startskottet för tre stora gitarrister: Jeff Beck, Jimmy Page, och Eric Clapton. Yardbirds invaldes i Rock and Roll Hall of Fame år 1992.

## Historia

### De första åren
Den första uppsättningen av The Yardbirds bestod av sångaren Keith Relf, basisten Paul Samwell-Smith, andra gitarristen Chris Dreja och trummisen Jim McCarty. En ung man vid namn Anthony Topham spelade första gitarr, men han tvingades sluta av familjeskäl och ersattes av sångaren Relfs klasskamrat Eric Clapton. The Yardbirds kom snabbt att bli en av favoriterna på Londons klubbar.
Alldeles i början sysslade gruppen bara med R&B-covers och arbetade som "back-up"-grupp till andra artister, som många nystartade band gjorde under den här tiden. Tidigt 1965 slog gruppen igenom med singeln "For Your Love". På albumet med samma namn hade gruppen helt slutat med den amerikanska R&B:n och satsat på brittiskt material. Efter succén med "For Your Love" kom mängder med blues- och rockhits som har inspirerat bland annat hårdrocksmusiker in i våra dagar. Men efter "For Your Love" lämnade också Clapton gruppen, då han inte kände sig hemma med gruppens nya sound.

### Beck och Page
Jimmy Page var nu påtänkt som gitarrist men avböjde, då han var upptagen med annat. Han rekommenderade dock en annan gitarrist till gruppen, Jeff Beck. Under sin korta tid i bandet kom han att ändra stilen ännu mer åt rockhållet. Bland gruppens största singlar under Beck-perioden kan nämnas "Heart Full of Soul", "Still I'm Sad", "Shapes of Things" och "Over Under Sideways Down". "Shapes of Things" kom kraftigt att påverka den psykedeliska musiken. Flera av de nämnda singlarna var inspirerade av musik från mellanöstern och Indien, bland annat "Heart Full of Soul" där Beck imiterade en sitar med sin gitarr.
Under 1966 lämnade Samwell-Smith sin post som basist, och nu togs Jimmy Page in som basist. Han bytte snart med Dreja till gitarrist, och Dreja tog över på bas. För en kort tid framåt hade alltså gruppen både Beck och Page som gitarrister. Med denna sättning släpptes singeln "Happenings Ten Years Time Ago" som floppade i Storbritannien men blev en hyfsad singelhit i USA, och "Stroll On" som blev känd efter att gruppen framfört låten i Michelangelo Antonionis film Blow-up – förstoringen.

### Upplösning och (The) New Yardbirds
Jeff Beck lämnade efter detta gruppen. Ett år senare startade han The Jeff Beck Group. Yardbirds började nu falla sönder. Istället för rockmusik började gruppens nya producent ge dem lätt tonårspop att arbeta med. Medlemmarna kunde inte heller komma överens om vad man egentligen ville spela. Särskilt Page ville spela hårdare musik, medan McCarty och Relf ville köra på den lätta stilen. Gruppen upplöstes 7 juli 1968.
Jimmy Page lämnades med rättigheterna till namnet Yardbirds, och han samlade ihop en ny grupp medlemmar som kort gick under namnet The New Yardbirds, men snart skulle ändra sitt namn till Led Zeppelin. De hann innan dess turnera i bland annat Skandinavien med namnet New Yardbirds.

### Nybildning
Bandet återbildades av McCarty och Dreja i början av 1990-talet. De har sedan dess fortsatt turnera med en rad olika uppsättningar av bandet och gav 2003 ut albumet Birdland. I den uppsättningen av The Yardbirds ingick förutom Chris Dreja på kompgitarr och Jim McCarty på trummor, Ben King (sologitarr), John Idan (bas och sång) och Billy Boy Miskimmin (munspel och percussion). John Idan och Alan Glen beslutade sig 2009 för att lämna The Yardbirds och de ersattes av Andy Mitchell (sång och piano) och David Smale (bas). 
Sedan 2009 består the Yardbirds av Jim McCarty på trummor, Ben King sologitarr, Chris Dreja kompgitarr, Andy Mitchell sång och piano och David Smale bas. (David Smale är bror till gitarristen Jonathan Smale.) The Yardbirds invaldes 1992 i the Rock and Roll Hall of Fame.

## Medlemmar genom tiderna

### 1963
- Keith Relf – sång, percussion, munspel
- Anthony "Top" Topham – sologitarr
- Chris Dreja – kompgitarr
- Paul Samwell-Smith – basgitarr
- Jim McCarty – trummor

### 1963–1965
- Keith Relf – sång, percussion, munspel
- Eric Clapton – sologitarr
- Chris Dreja – kompgitarr
- Paul Samwell-Smith – basgitarr
- Jim McCarty – trummor

### 1965–1966
- Keith Relf – sång, percussion, munspel
- Jeff Beck – sologitarr
- Chris Dreja – kompgitarr
- Paul Samwell-Smith – basgitarr
- Jim McCarty – trummor

### 1966
- Keith Relf – sång, percussion, munspel
- Jeff Beck – sologitarr
- Chris Dreja – kompgitarr, basgitarr
- Jimmy Page – basgitarr, sologitarr
- Jim McCarty – trummor

### 1967–1968
- Keith Relf – sång, percussion, munspel
- Jimmy Page – sologitarr
- Chris Dreja – basgitarr
- Jim McCarty – trummor

### Nuvarande medlemmar
- Jim McCarty – trummor, bakgrundssång (1963–1968, 1982–1983, 1992– )
- John Idan –  basgitarr, sång (1992–2009), sologitarr, sång (2015– )
- Ben King – sologitarr (2005–2014), kompgitarr (2015– )
- David Smale – basgitarr, bakgrundssång (2009–2014, 2015– )
- Billy Boy Miskimmin – munspel, percussion (2003–2008, 2015– )

### Tidigare medlemmar
- Keith Relf – sång, munspel, gitarr (1963–1968; död 1976)
- Chris Dreja – kompgitarr, basgitarr, percussion (1963–1968, 1982–1983, 1992–2013)
- Paul Samwell-Smith – basgitarr, sång (1963–1966, 1983)
- Eric Clapton – sologitarr, sång (1963–1965)
- Jeff Beck – sologitarr, sång (1965–1966)
- Jimmy Page – gitarr, basgitarr (1966–1968)
- Anthony "Top" Topham – sologitarr, kompgitarr (1963, 2013–2015)
- John Knightsbridge – sologitarr, bakgrundssång (1982–1983)
- Mark Feltham – sång, munspel (1982–1983)
- Joe Allanson – basgitarr (1982)
- Rod Demick – basgitarr, munspel, bakgrundssång (1992–1993)
- Ray Majors – sologitarr, backing vocals (1994–1995)
- Laurie Garman – munspel (1994–1996)
- Denny Ball – basgitarr (1998)
- Gypie Mayo – sologitarr, bakgrundssång (1995–2005; död 2013)
- Alan Glen – munspel, percussion (1996–2003, 2008–2009)
- Jerry Donahue – sologitarr (2004–2005)
- Andy Mitchell – sologitarr, munspel, akustisk gitarr (2009–2015)
- Earl Slick – sologitarr, kompgitarr (2015)
- Johnny A. – sologitarr (2015)
- Myke Scavone –  sång, munspel, percussion (2015)
- Kenny Aaronson – basgitarr (2015)

## Diskografi  (urval)
Studioalbum 
- 1965 – For Your Love
- 1966 – Yardbirds (som Roger the Engineer i USA, Over Under Sideways Down i Tyskland och Frankrike)
- 1967 – Little Games
- 2003 – Birdland

Livealbum
- 1964 – Five Live Yardbirds
- 1965 – Having a Rave Up (USA)
- 1966 – Sonny Boy Williamson & the Yardbirds
- 1970 – Live With Sonny Boy Williamson (Eric Clapton and the Yardbirds)
- 1971 – Live Yardbirds! Featuring Jimmy Page
- 1980 – 1963 Live in London! (Sonny Boy Williamson, Yardbirds & Eric Clapton)
- 1997 – BBC Sessions
- 1999 – Reunion Jam
- 2003 – Live! Blueswailing July '64
- 2006 – Reunion Jam, Vol. II
- 2007 – Live at B.B. King's Blues Club

Singlar (1964–1968)
- 1964 – "I Wish You Would" / "A Certain Girl"
- 1964 – "Good Morning Little Schoolgirl" / "I Ain't Got You"
- 1965 – "For Your Love" / "Got to Hurry"
- 1965 – "Heart Full of Soul" / "Steeled Blues"
- 1965 – "Evil Hearted You" / "Still I'm Sad"
- 1965 – "I'm a Man" / "Still I'm Sad"
- 1966 – "Shapes of Things" / "You're a Better Man Than I"
- 1966 – "Boom Boom" / "Honey In Your Hips"
- 1966 – "Over Under Sideways Down" / "Jeff's Boogie"
- 1966 – "Happenings Ten Years Time Ago" / "Psycho Daisies"
- 1967 – "Little Games" / "Puzzles"
- 1967 – "Ha Ha Said The Clown" / "Tinker Tailor Soldier Sailor"
- 1967 – "Ten Little Indians" / "Drinking Muddy Water"
- 1968 – "Goodnight Sweet Josephine" / "Think About It"

Samlingsalbum
- 1967 – Greatest Hits
- 1971 – Remember... The Yardbirds: A Selection of Their Greatest Tracks
- 1972 – Shapes of Things (Jeff Beck & The Yardbirds)
- 1977 – Shapes of Things: A Collection of Classic Yardbirds Recordings 1964-66
- 1986 – Greatest Hits, Vol. 1: 1964-1966
- 1986 – The Collection
- 1990 – Over Under Sideways Down 1963-1968
- 1991 – The Very Best of the Yardbirds
- 1996 – Blue Eyed Blues
- 1994 – Train Kept A-Rollin' (box set)
- 2001 – Ultimate!

Soundtrack
- 1967 – Blow-Up (The Original Sound Track Album)[10]